# فرنسيس أباسكال
فرنسيس أباسكال (بالإسبانية: Francis Abascal)‏ هو لاعب كرة قدم إسباني في مركز الدفاع، ولد في 10 أكتوبر 1966 في Noriega (Ribadedeva) ‏ في إسبانيا. لعب مع بونفيرادينا وريال بورغوس ونادي قادش.

## وصلات خارجية
- فرنسيس أباسكال على موقع قاعدة بيانات كرة القدم.إي يو (الإنجليزية)
- فرنسيس أباسكال على موقع عالم كرة القدم.نت (الإنجليزية)